# Enid Lake
Der Enid Lake ist ein Stausee des Yocona River im Norden des US-Bundesstaates Mississippi. 
Er liegt zum größten Teil im Yalobusha County (kleinere Teile des Nordufers liegen in den Counties Panola und Lafayette) und ist einer von vier Stauseen, die vom US Army Corps of Engineers errichtet wurden, um den Wasserstand im Becken des Yazoo River zu regulieren. Der Staudamm liegt ca. 2,5 km nordöstlich des Ortes Enid im benachbarten Tallahatchie County. 
Die Fertigstellung erfolgte im Jahre 1952. Der Stausee ist Teil des Mississippi River Basin Flood Control Project, welches aufgrund der Erfahrungen aus dem Hochwasser von 1927 entstanden ist. 
Am Ufer des Enid Lake befindet sich der George Payne Cossar State Park.